# 観音寺市立総合体育館
観音寺市立総合体育館（かんおんじしりつそうごうたいいくかん）は、香川県観音寺市の観音寺市総合運動公園内にある体育館である。

## 概要
1993年の東四国国体にあわせて観音寺市により整備され、1992年に完成。国体では新体操競技（少年男女）の会場になった。
固定席833、電動移動席384併せて観覧席を1217席有するアリーナ（48.0m×36.0m、1728m2）は新体操をはじめ各種室内競技・トレーニングルームのほか、室内棒高跳の競技場としての機能での使用も可能である。この他、トレーニングルーム、シャワー室、会議室などの設備がある。
メインの体育館に隣接しているサブ体育館（サブアリーナ）は2014年4月に完成。延べ床面積は663m2で、アリーナの他にトレーニングルームを備える。

## 開催された主なイベント
- 東四国国体新体操競技
- バレーボール（2007/08Vチャレンジリーグ）
- バスケットボール（Bリーグ公式戦香川ファイブアローズ主催試合）

## アクセス
- JR四国予讃線観音寺駅より観音寺市のりあいバス乗車、運動公園バス停下車[3]
- 高松自動車道さぬき豊中ICもしくは大野原ICより約10分[4]